# 古河ケミカルズ
古河ケミカルズ株式会社（ふるかわケミカルズ、英文社名：FURUKAWA CHEMICALS CO.,LTD.）は、大阪府大阪市西淀川区に本社を置く化学メーカーである。古河機械金属グループの化成品事業を担う中核事業会社（連結子会社）で、古河グループに属している。

## 主力製品・事業
- 硫酸
- 液体硫酸バンド
- ポリ硫酸第二鉄溶液
- 硫酸第一鉄
- 亜酸化銅
- 酸化銅
- 塩基性炭酸銅
- 酸化チタン
- めっき用酸化銅

## 主力製品の市場占有率
- 亜酸化銅 - 国内シェア45%

## 事業所所在地
- 本社：大阪府大阪市西淀川区大野3-7-196
- 大阪工場：大阪府大阪市西淀川区大野3-7-196
- 営業部：大阪府大阪市北区堂島1-5-17

## 沿革
- 2005年 - 古河機械金属から分社し、古河ケミカルズ株式会社を設立。